# Jette

Bandeira de Jette

Comuna de Jette na Região de Bruxelas-Capital

Jette é uma das dezenove comunas localizadas na Região de Bruxelas-Capital na Bélgica.
Vrije Universiteit Brussel, a universidade de Bruxelas falante do neerlandês, construiu um hospital e campus médico em Jette, enquanto seus outros edifícios então no chamado campus Etterbeek, localizado na verdade em Ixelles/Elsene.

## Pronúncia
- em em neerlandês:  [ˈjɛtə]
- em francês:  [ˈʒɛt]

## Cidades-irmãs
- Marrocos: Sidi Bibi
- México: Jojutla